# 中国时报 (开封)
《中国时报》（China Times）是1945年12月1日创办于河南开封北书店街6号的一份民间报纸。由中共党员郭海长任报社总经理兼经理。 在1945年国共内战爆发之际，《中国时报》主张“反对内战、争取民主”的立场以及坚持抨击时弊、伸张正义的办报原则得到民间广泛支持，《时报》在开封乃至全省备受赞誉，发行量屡屡打破全省报界纪录。随着大规模内战的爆发，中国国民党以报社立场反动，言论荒谬为由，限制《中国时报》订量，随着报社经济面临困境，《中国时报》决定与南阳《前锋报》联合出版《联合报》。1948年春，中共军队攻入开封，报纸发行量锐减。中华人民共和国成立后，曾在《中国时报》任职的记者编辑成为《人民日报》、《河南日报》、河南人民广播电台的领导和业务骨干。

## 参看
- 中國時報（台灣）
- 中国时报 (天津)